# Épée d'académicien

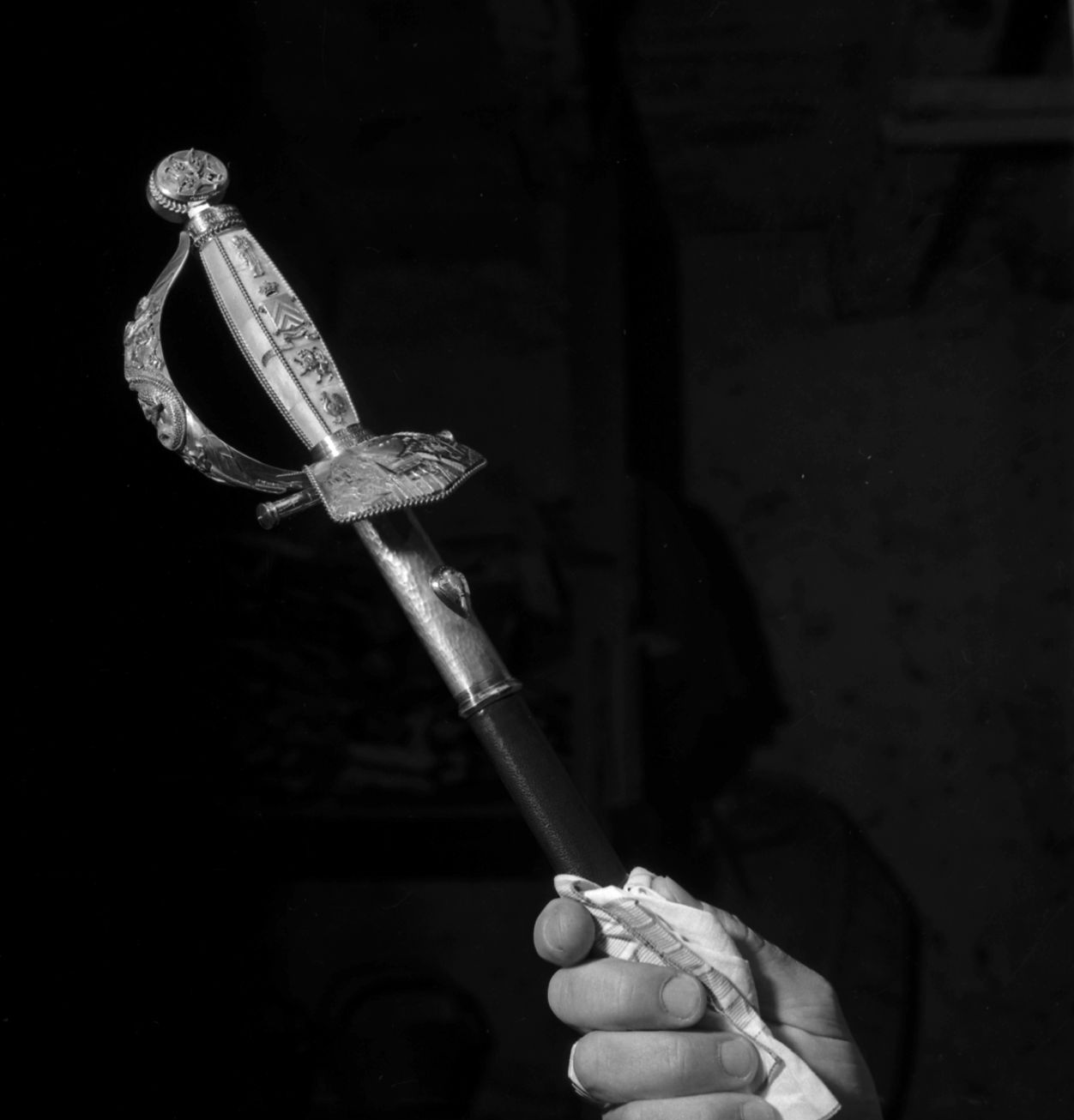
Remise de l'épée d'Antoine de Lévis-Mirepoix en 1953.

L’épée d'académicien est l'épée des membres de l'Institut de France, portée lors des réunions solennelles et des cérémonies officielles. 
Elle accompagne l'habit vert, constitué d'un chapeau bicorne, d'un gilet et pantalon brodés de branches d'olivier, de gants blancs et d'une cape.

## Historique
La Révolution française ayant supprimé les académies royales, elle décide la création de l'Institut de France en 1795, an IV dans le calendrier républicain. Rapidement, les membres souhaitent obtenir un signe distinctif, jugeant une carte et une médaille insuffisantes. Cela conduit à l'adoption, le 13 mai 1801, d’un arrêté qui codifie le costume des académiciens ; celui-ci sera amendé au fil des siècles. L'épée n'est alors pas citée dans ce texte et, encore aujourd'hui, ne fait pas l'objet d'une définition officielle.
Son origine historique n'est pas clairement connue, son usage se serait généralisé au moment de la Restauration. 
Si le port de la tenue est obligatoire et sa confection très codifiée, il n'en est pas de même pour l'épée. Les ecclésiastiques et, en principe, les femmes n’en reçoivent pas. Jacqueline de Romilly portait un sac à main brodé assorti à sa cape, mais Hélène Carrère d'Encausse, Florence Delay, Assia Djebar, Simone Veil, Danièle Sallenave et Dominique Bona choisissent d'en porter une.
Barbara Cassin, à son entrée à l'Académie française en 2019, « casse les codes » en faisant réaliser une épée qui ressemble fortement à un « sabre laser ». La lame en est de cuir souple, où fluoresce une phrase de son maître Jacques Derrida : « Plus d’une langue », grâce à un tissu en fibre optique, et sa garde est un petit écran souple ressemblant à une montre connectée, permettant de « lire virtuellement tous les textes du monde ».

## Remise de l'épée
L'épée est offerte grâce à une souscription auprès des amis du futur académicien, formation appelée le « comité de l’épée ». Si l'académicien en question n'a pas suffisamment de moyens, il peut en emprunter une à l'Académie.
Ensuite, une cérémonie de remise de l'épée a lieu quelques jours avant celle de réception sous la coupole. 
À la mort de l'académicien, l'épée revient à la famille.

## Objet d'art
La réalisation de l'épée est souvent l'occasion de mise en valeur de symboles représentant la vie ou l'œuvre de l'académicien. 
Parmi les joailliers qui ont réalisé une épée d'académicien, on compte Goudji, la maison Arthus Bertrand, René Boivin, Max Leognany, Cartier, Jean Vendome, Thierry Vendome, Lorenz Bäumer et Max Ingrand. Les artistes Pierre Soulages (épée de Georges Duby), César ou encore Ousmane Sow ont participé à la fabrication d'épées. 

### Épées remarquables
- Épée de Jean Cocteau, par Cartier, 1955. Dessin par l'artiste lui-même avec le visage d'Orphée pour la garde et une lyre sur le pommeau. Sertie de diamants, elle est vendue en vente publique en 1997 pour 1,75 million de francs[8].
- Épée de Bernard Halpern, 1965. Une représentation de l'épée figure sur le blason de la commune du Mesnil-Théribus.
- Épée de Roger Caillois, par Jean Vendome, 1971. Appartient au musée des Confluences à Lyon[9].
- Épée de Maurice Schumann, par Jean Vendome, 1975. En or, quartz et diamant[10].
- Épée de Pierre-Yves Trémois, 1978. Sabre de samouraï dont la lame date du XVe siècle[11].
- Épée du commandant Cousteau, 1988, en cristal. Le pommeau représente trois pingouins de l'Antarctique et on trouve sur l'applique le symbole de la Calypso[12].
- Épée d'Hélène Carrère d'Encausse, par Goudji, 1991. Première épée portée par une femme sous la Coupole. Elle porte la devise « Heureux les pacifiques »[13].
- Épée de Maurice Béjart, par César et la maison Arthus Bertrand, 1994. Compression de chaussons de danse[6].
- Épée de Gérard Oury, par Pierre-Yves Trémois, 1998. La garde représente une pellicule qui comporte la réplique de Jean Gabin à Michèle Morgan (compagne du réalisateur) dans Le Quai des brumes : « T'as d'beaux yeux, tu sais. »[14],[15].
- Épée de Gérard Le Fur, par la Maison Mellerio dits Meller, 2002. Illustre la molécule du rimonabant[9].
- Épée de Jean-Christophe Rufin, par Ousmane Sow, 2009. Elle représente Colombe, le personnage emblématique de son roman Rouge Brésil.
- Épée de Simone Veil, par Ivan Theimer, 2010. Remise par Jacques Chirac. Il s'agit d'un sabre léger datant du XIXe siècle où est gravé le numéro de matricule (78651) qu'elle avait reçu à Auschwitz[16].
- Épée de Pierre Laurens, par la Maison Arthus Bertrand, 2014. Au sommet du pommeau se trouve une abeille prise dans l'ambre, en référence à son ouvrage L’Abeille dans l’ambre. Célébration de l’épigramme de l’époque alexandrine à la fin de la Renaissance[17].
- Épée de Xavier Darcos, par Lorenz Bäumer, 2014. La pointe du fourreau est un tuyau d'orgue. La garde et la poignée forment une plume qui ondule, ponctuée de deux citations, l'une en latin (« Per aspera ad astra »), l'autre mélangeant du latin et de l'anglais (« Tibi or not to be »). Au sommet se trouve le lion d'Aquitaine[18].
- Épée de Pascal Ory, par Thierry Vendome, 2022. Une mini-série Chorégraphie pour une épée (2023), réalisée par Anne-Cécile Genre, présente l'élaboration et la fabrication de l'épée de l'académicien.

### Galerie

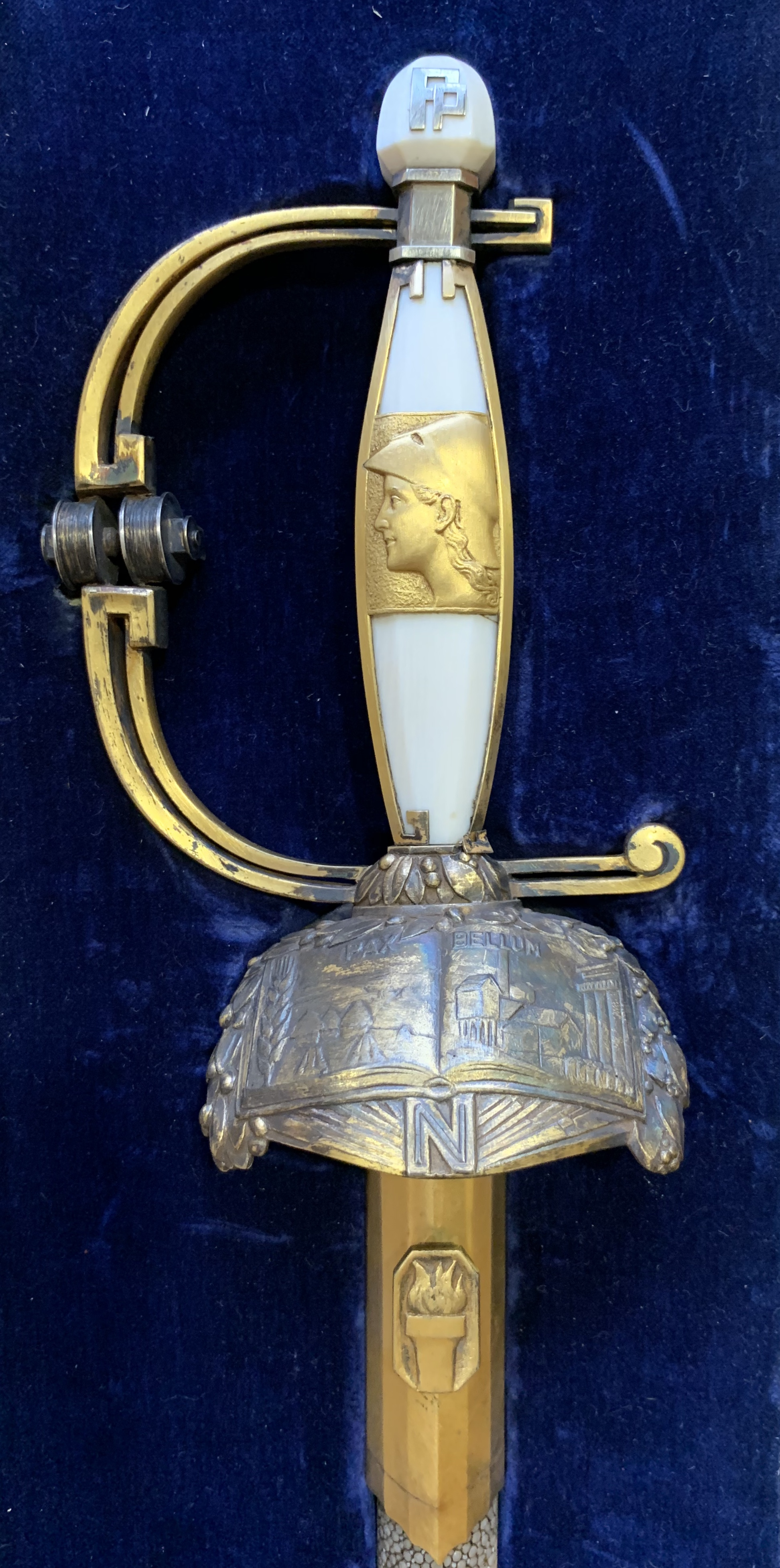
Épée de Paul Pascal, réalisée à Klingenthal (Bas-Rhin).
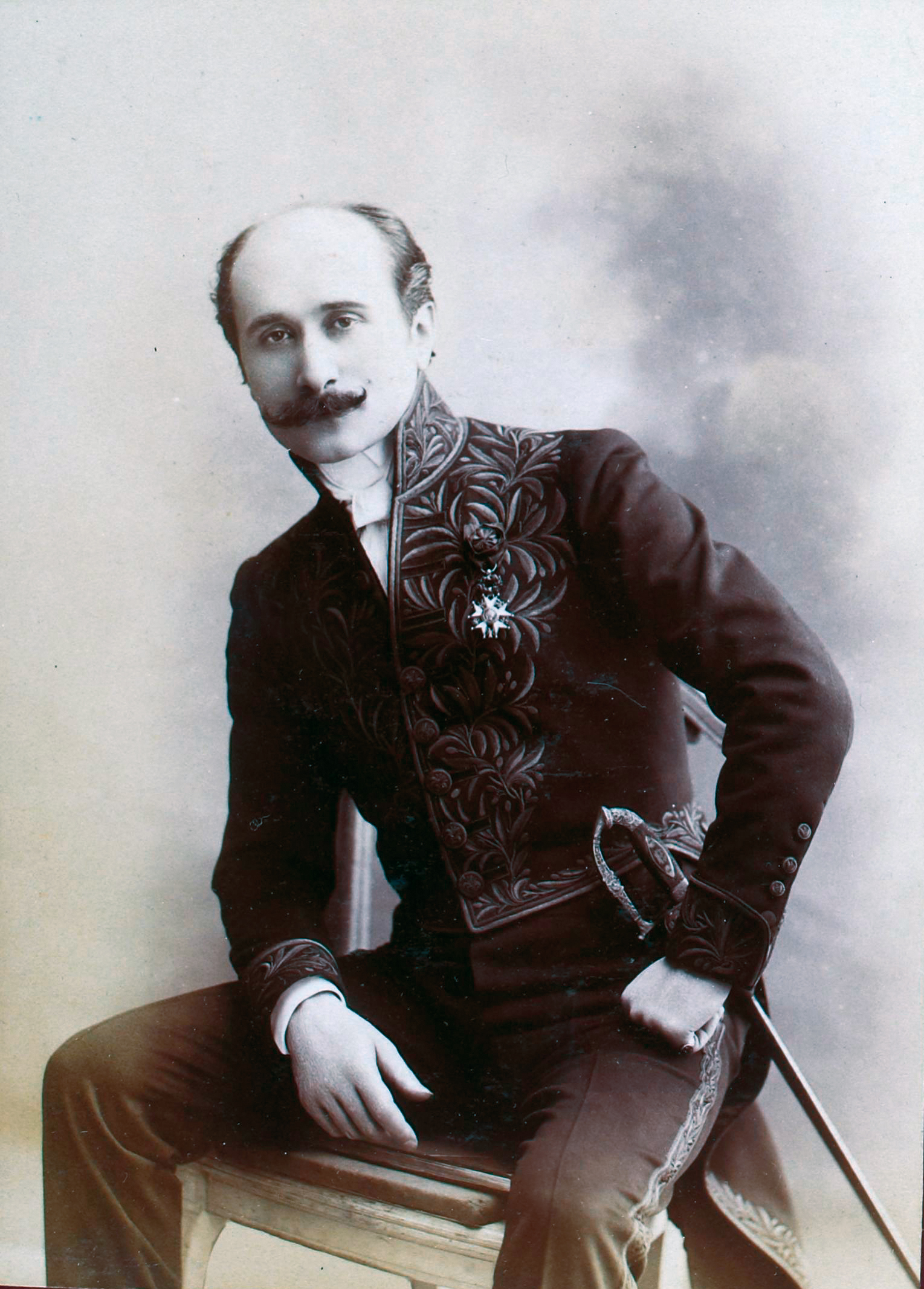
Edmond Rostand en habit vert avec épée.
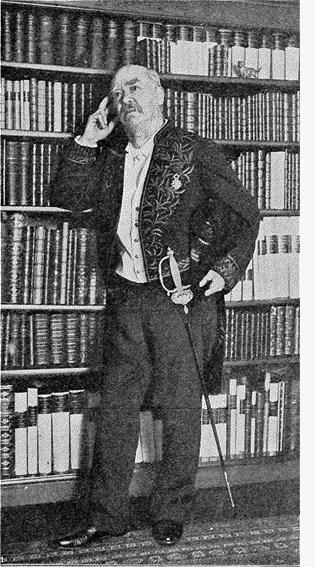
Émile Gebhart.
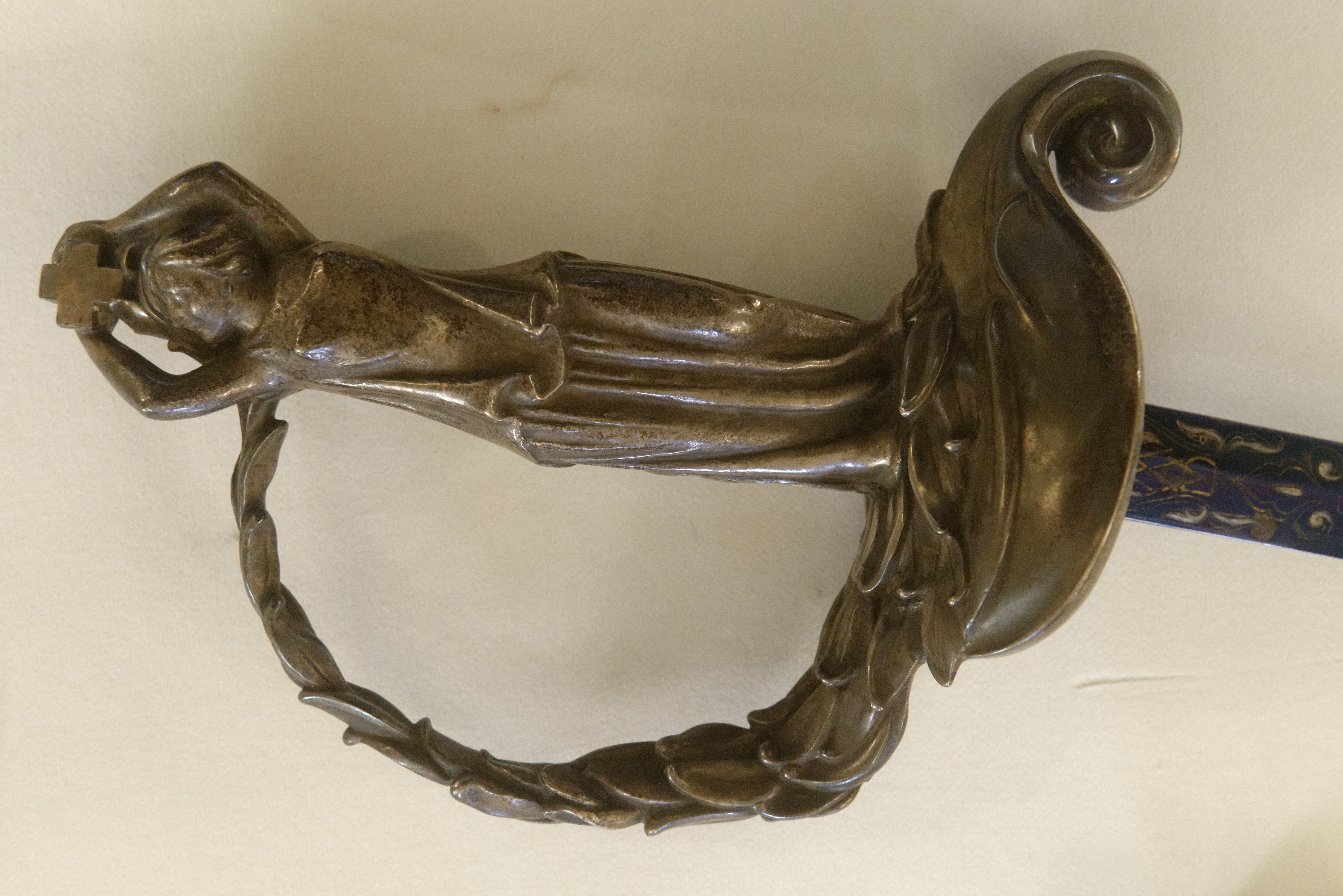
Épée de Maurice Denis.
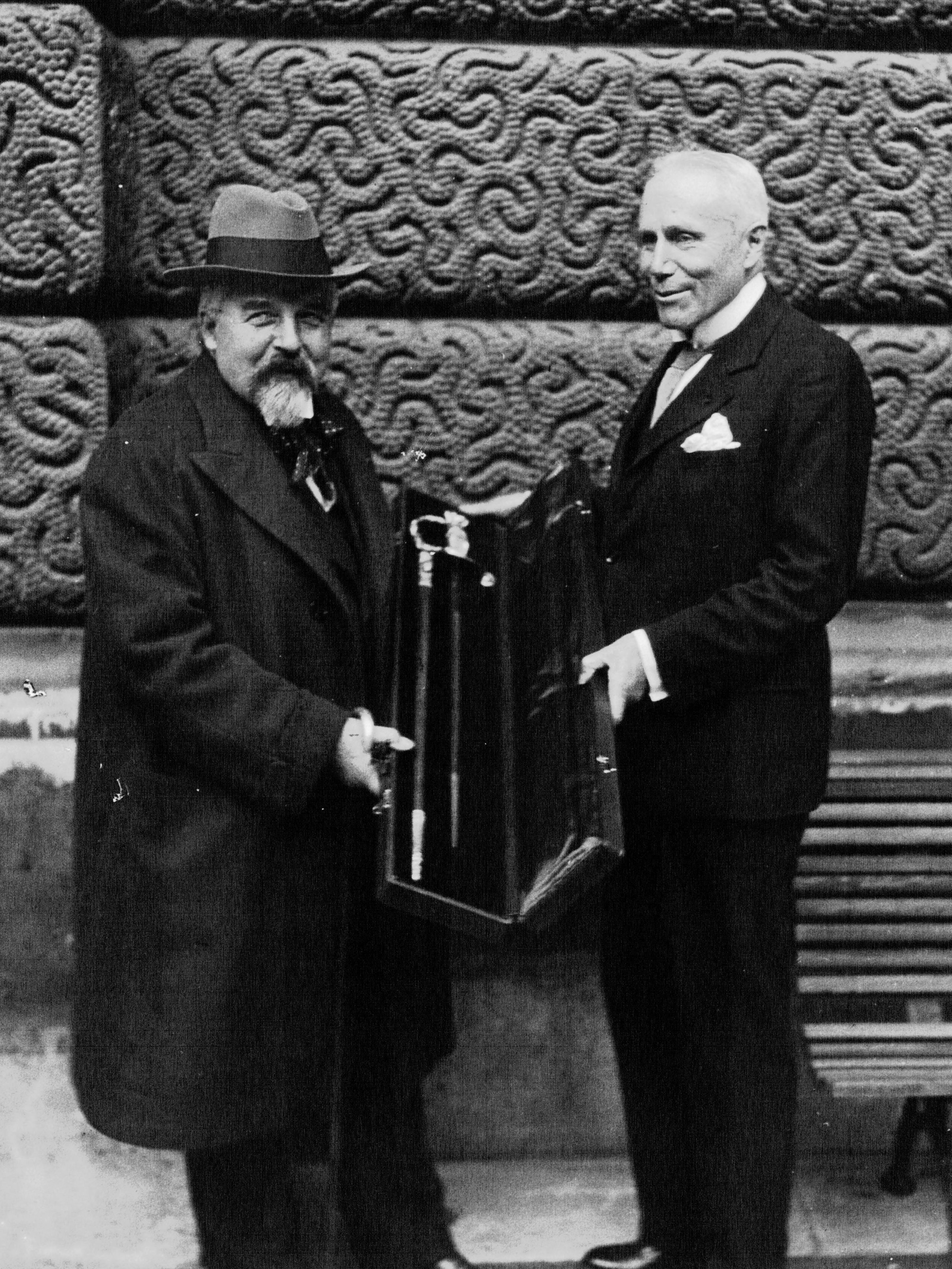
Paul Jamot (à droite), conservateur du musée du Louvre, remet son épée d'académicien au peintre Maurice Denis.